# День независимости Таджикистана
День независимости Республики Таджикистан (тадж. Рӯзи Истиқлолияти Ҷумҳурии Тоҷикистон) — главный национальный праздник Республики Таджикистан, который отмечается ежегодно 9 сентября.

## История
В конце 80-х годов XX века в СССР начались политические процессы, которые были связаны с начавшейся демократизацией советского общества. В национальных республиках СССР под воздействием национально-демократических сил начался процесс объявления «государственных суверенитетов» в национальных парламентах республик СССР. Суверенитет также был объявлен в Таджикской ССР.
24 августа 1990 года на второй сессии Верховного Совета Таджикской ССР была принята Декларация «О суверенитете Таджикской ССР». Но этот суверенитет декларировался ещё в составе Советского Союза. Несмотря на это, Декларация была первым документом, предвещавшим путь к действительной независимости Таджикистана. В ней провозглашалось, что «Таджикская ССР на своей территории самостоятельно решает все политические, экономические, социальные и культурные вопросы, кроме тех вопросов, которые Таджикистан добровольно передает в компетенцию СССР».
По словам бывшего министра юстиции РТ Халифабобо Хамидова (1950—2013), «декларация была первым документом для приближения независимости. Например, её пятая статья наделила Верховный Совет республики полномочиями прекратить действия документов СССР, которые противоречили законным правам Таджикистана».
После попытки государственного переворота ГКЧП (19—21 августа 1991 года) сторонниками консервативных сил КПСС в Москве, в национальных республиках начались процессы провозглашения национальной независимости. Это событие привело к недовольству национально-демократических и исламских сил в Таджикистане, которые боролись против Коммунистической партии Таджикистана, находящейся у власти в республике. В Душанбе начался митинг сторонников оппозиционных партий, где они требовали созвать внеочередную сессию Верховного Совета Республики Таджикистан, объявления независимости и отставки руководства Таджикской ССР, приостановку деятельности Коммунистической партии Таджикистана. Была созвана внеочередная сессия Верховного Совета Таджикской ССР.
9 сентября 1991 года на сессии Шурои Оли Республики Таджикистан (Верховного Совета Республики Таджикистан) было принято Постановление и Заявление «О государственной независимости Республики Таджикистан». Именно подпись Кадриддина Аслонова стоит под исторической Декларацией о Независимости Таджикистана 1991 года.
Достижение государственной независимости Республики Таджикистан стало важным историческим событием для таджикского народа.

## Празднование
По Закону Республики Таджикистан от 2 августа 2011 года №753 «О праздничных днях» (в редакции закона РТ от 2 января 2018 года №1480) 9 сентября население Таджикистана отмечает национальный праздник — День Государственной независимости Республики Таджикистан.
По случаю Дня независимости Республики Таджикистан по инициативе государственных органов, общественных организаций и трудовых коллективов проводятся мероприятия общественно-политического характера. В этот день в соответствии с Законом Республики Таджикистан от 2 августа 2011 года №753 «О праздничных днях» и Законом Республики Таджикистан от 12 мая 2007 года № 254 «О государственных символах Республики Таджикистан» поднимается Государственный флаг Республики Таджикистан. Также традиционными стали салюты и фейерверки в честь обретения независимости.
9 сентября является в Таджикистане праздничным нерабочим днём.